# Burcin
Burcin là một xã thuộc tỉnh Isère, vùng Rhône-Alpes đông nam nước Pháp. Xã này nằm ở khu vực có độ cao từ 453-734mét trên mực nước biển.
Sông Bourbre bắt nguồn ở xã và tạo nên ranh giới phía tây.